# Katten (film, 1971)
Katten (franska: Le chat) är en fransk dramafilm från 1971 i regi av Pierre Granier-Deferre, med Jean Gabin och Simone Signoret i huvudrollerna. 

## Handling
Filmen handlar om ett äldre par som knappt kommunicerar längre, och där mannen bara visar uppskattning för parets katt, vilket får kvinnan att hata katten. Paret bor i ett av de sista kvarvarande husen i ett område som håller på att rivas för att ge plats åt modernistiska kontorskomplex. Filmen bygger på romanen Katten av Georges Simenon.
Katten tävlade vid filmfestivalen i Berlin 1971, där Gabin och Signoret fick varsin Silverbjörn för bästa skådespelare och skådespelerska. Filmen gick upp på bio i Sverige 14 oktober 1974.

## Medverkande
- Jean Gabin som Julien Bouin
- Simone Signoret som Clémence Bouin
- Annie Cordy som Nelly
- Jacques Rispal som läkaren
- Nicole Desailly som sköterskan
- Harry-Max som pensionären
- Andre Rouyer som fullmäktige
- Yves Barsacq som arkitekten